# Google Course Builder
Google Course Builder és un programari desenvolupat per Google l'any 2012 per al desenvolupament de cursos en línia. La seva ràpida evolució i les múltiples actualitzacionas que ha experimentat, ofereixen un escenari més optimitzat i que permet utilitzar de manera intuitiva les seves funcions i una major personalització dels cursos. Una de les principals característiques de Google Course Builder és la seva adaptació a la necessitat de llibertat que presenten acutalment els estudiants.

## Característiques
El programari Google Course Builder va ser desenvolupat per Google el 2012 per desenvolupar el sue propi curs Inside Search. A partir d'aquest moment, Google va optar per posar a la disposició de qualsevol usuari aquest programari perquè qui vulgui pugui muntar la seva pròpia plataforma educativa. Aquesta eina permet organitzar els cursos en lliçons, en activitats i en avaluacions. Tot i això, l'augment de la demanda d'una formació autogestionada pel discent, ha fet que Google Course Builder intordueixi nou contingut independnt perquè siguin els mateixos estudiants els que triïn què volen aprendre i quan ho volen fer.
Per altra banda, addicionalment, ofereix l'opció d'integrar altres serveis de Google al procés d'aprenentatge. Per instal·lar-ho cal tenir certs coneixements de programació, concretament en creació de material per a cursos online, coneixement d'HTML i coneixement de Javascript.
Actualment, Google ha abandonat els esforços per desenvolupar la seva pròpia plataforma per sumar la seva col·laboració a la plataforma Open edX.